# 금광동 (성남시)
금광동(金光洞)은 대한민국 성남시 중원구의 법정동이다.

## 개요
금광동의 명칭 유래는 ‘금광리’라는 자연취락의 이름을 살려 동명으로 한 것이다. 금광리에는 고려 시대 말 불사이군(不事二君)의 절개를 지킨 두문동 72현의 한 사람인 김약시(金若時)가 은거하여 살다 별세하였는데 그 자손이 벼슬에 오르고 집성촌을 이루어 세상 사람들이 광산 김씨가 사는 마을이라 하여 금광리라 칭하였다. 조선 시대에는 광주군 세촌면 단대동(丹垈洞)이었다가 1914년 행정 구역 통폐합에 따라 ‘은행정’이 ‘논골’, ‘금광리’를 병합 단대리라 하여 중부면에 편입되었으며, 1971년 7월 창곡을 병합하여 단대동으로 되었다. 단대동은 1976년 10월 단대1동, 단대2동으로 분동되었으며 단대2동은 1980년 9월 다시 단대2동, 단대3동으로 분동 되었다. 그 후 1989년 5월 구제 실시에 따라 단대2동은 금광1동, 단대3동은 금광2동으로 명칭을 변경하여 중원구에 편입되었다. 교통편으로는 남한산성입구역과 단대오거리역이 있다.

## 법정동
- 금광동

## 교육

### 금광1동
- 금상초등학교
- 하원초등학교
- 단남초등학교
- 금광중학교
- 대원중학교

### 금광2동
- 성남동초등학교
- 성남동중학교
- 숭신여자중학교
- 숭신여자고등학교
- 신구대학교

## 교통
- ● 수도권 전철 8호선
  - 남한산성입구역
  - 단대오거리역